# Basidoppia angolensis
Basidoppia angolensis är en kvalsterart som först beskrevs av Balogh 1958.  Basidoppia angolensis ingår i släktet Basidoppia och familjen Oppiidae. Inga underarter finns listade.